# Inge de Bruijn
Inge de Bruijn, född 24 augusti 1973 i Barendrecht, Nederländerna, är en nederländsk före detta simmare som från slutet av 1990-talet till 2007 tillhörde den yppersta världseliten i frisim och fjärilsim.

## Karriär
Bruijns första mästerskap som senior var EM på långbana 1991 i Aten där hon totalt tog 4 medaljer varav ett guld i lagkappen på 4 x 100 meter frisim. Individuellt blev hennes bästa placering en andra plats på 100 meter fjärilsim. 
Vid hennes första OS 1992 i Barcelona gick hon till final på 50 meter frisim, men slutade på 8:e och sista plats i finalen. Hon var även med i det nederländska lagkappslaget på 4 x 100 meter medley som även det slutade på 8:e plats. Efter några mer misslyckade år under 1990-talets mitt så var hon tillbaka till EM 1998 på kortbana i Sheffield där hon vann guld på 50 meter frisim och 50 meter fjärilsim. 1999 vann hon sitt första VM-guld när hon vann 50 meter frisim vid VM i Hongkong på kortbana. Samma år vann hon två EM-guld i Istanbul på långbana, både 50 meter fritt och 100 meter fjärilsim.
Nästa stora steg i karriären kom vid OS 2000 i Sydney där hon var fullständigt överlägsen med tre indiduella guld på 50 och 100 meter frisim samt på 100 meter fjärilsim där hon slog sitt eget nysatta världsrekord nära hon simmade på 56.61. Förutom segrarna tog hon även ett silver med det nederländska lagkappslaget på 4 x 100 meter frisim. Under 2000 slog Bruijn även världsrekordet på 50 meter frisim och 100 meter frisim på långbana.
Nästa stora mästerskap var VM 2001 i Fukuoka, där hon vann guld på både 50 och 100 meter frisim samt på 50 meter fjärilsim. Även på VM 2003 i Barcelona blev det guld på 50 meter frisim och 50 meter fjärilsim.
Bruijns sista stora mästerskap blev OS 2004 i Aten där hon bara lyckades försvara sitt guld på 50 meter frisim. På 100 meter frisim fick hon se sig besegrad av Jodie Henry som noterade ett nytt världsrekord i semifinalen. På 100 meter fjärilsim hade de Bruijn den klart snabbaste tiden i semifinalen men i finalen slutade hon först på tredje plats slagen av både Petria Thomas och Otylia Jędrzejczak.

## Utmärkelser
Bruijn har fått motta flera utmärkelser under sin karriär. 2001 utsågs hon till årets idrottskvinna i Nederländerna. 2000 och 2001 fick hon priset som världens bästa kvinnliga simmare och tre gånger 1999, 2000 och 2001 blev hon årets bästa kvinnliga europeiska simmare. 2009 blev hon invald i "International Swimming Hall of Fame".

## Efter simkarriären
2007 meddelade Bruijn att hon avslutade sin aktiva karriär. Hon har sedan dess bland annat medverkat i den nederländska versionen av Let's Dance och i den nederländska dejtingsåpan "Adam Zkt. Eva".